# Ivo Jan
Ivo Jan (* 3. April 1975 in Jesenice, SR Slowenien) ist ein slowenischer Eishockeytrainer und ehemaliger -spieler, der in seiner aktiven Zeit von 1991 bis 2011 unter anderem für die Revierlöwen Oberhausen und Krefeld Pinguine in der Deutschen Eishockey Liga gespielt hat. Seit Vater Ivo Jan senior und dessen Brüder Bogo und Milan waren ebenfalls Eishockeyspieler.
Seit 2017 ist er Cheftrainer der WSV Sterzing Broncos aus der Alps Hockey League.

## Spielerkarriere
Ivo Jan begann seine Karriere als Eishockeyspieler mit 17 Jahren in der Saison 1991/92 beim HDD Olimpija Ljubljana in der Slowenischen Eishockeyliga. In den folgenden Jahren gehörte der Center zu den besten Spielern der Liga. In sechs verschiedenen Spielzeiten zwischen 1992 und 1999 – einzig die Saison 1997/98 verbrachte er bei den Johnstown Chiefs in der East Coast Hockey League, in der er in 20 Spielen drei Tore erzielte und sechs Vorlagen gab – erreichte er in jedem Wettbewerb mit Ljubljana einen Schnitt von über einem Punkt pro Spiel. Sein bestes Jahr war dabei die Saison 1994/95, als er in 65 Spielen 39 Tore und 43 Assists für 82 Punkte erreichte. Außerdem wurde er in diesem Jahr als bester Spieler der Slowenischen Liga ausgezeichnet und 1999 in das All-Star Team der Liga gewählt. In seiner Zeit bei Ljubljana war er jedoch nicht nur persönlich, sondern auch mit seiner Mannschaft erfolgreich und wurde 1995, 1996, 1997 und 1999 jeweils Slowenischer Meister mit Olimpija Ljubljana.
Im Sommer 1999 wechselte er in die Deutsche Eishockey Liga zu den Revierlöwen Oberhausen. Die Umstellung auf die wesentlich schnellere und vor allem härtere DEL fiel ihm, zumal bei einem sehr schwachen Oberhausener Team, in dem er auf dem Eis kaum spielerisch „gedeckt“ werden konnte, jedoch zunächst schwer und die Teamleitung hatte nicht die Geduld, länger als 13 Spiele zu warten, in denen er nur ein Tor verbuchen konnte. So kehrte er zunächst für fünf Interligaspiele nach Ljubljana zurück und konnte fünf Tore und zwei Vorlagen erzielen, ehe er nach Finnland ging. Doch auch bei JYP Jyväskylä aus der SM-liiga konnte er sich in 10 Spielen mit nur einem Punkterfolg nicht durchsetzen. So beendete er die Saison in der zweiten finnischen Spielerklasse, der I divisioona, wo er bei Hermes aus Kokkola in 15 Spielen 7 Tore und 11 Vorlagen verbuchte. Auch die folgende Saison wurde von Wechseln geprägt. Für den Skellefteå AIK in der zweiten schwedischen Spielklasse, der HockeyAllsvenskan, den HK Jesenice in der slowenischen Liga, sowie DEK Klagenfurt in der österreichischen Liga kam er in 45 Spielen zu 25 Toren und 13 Assists.

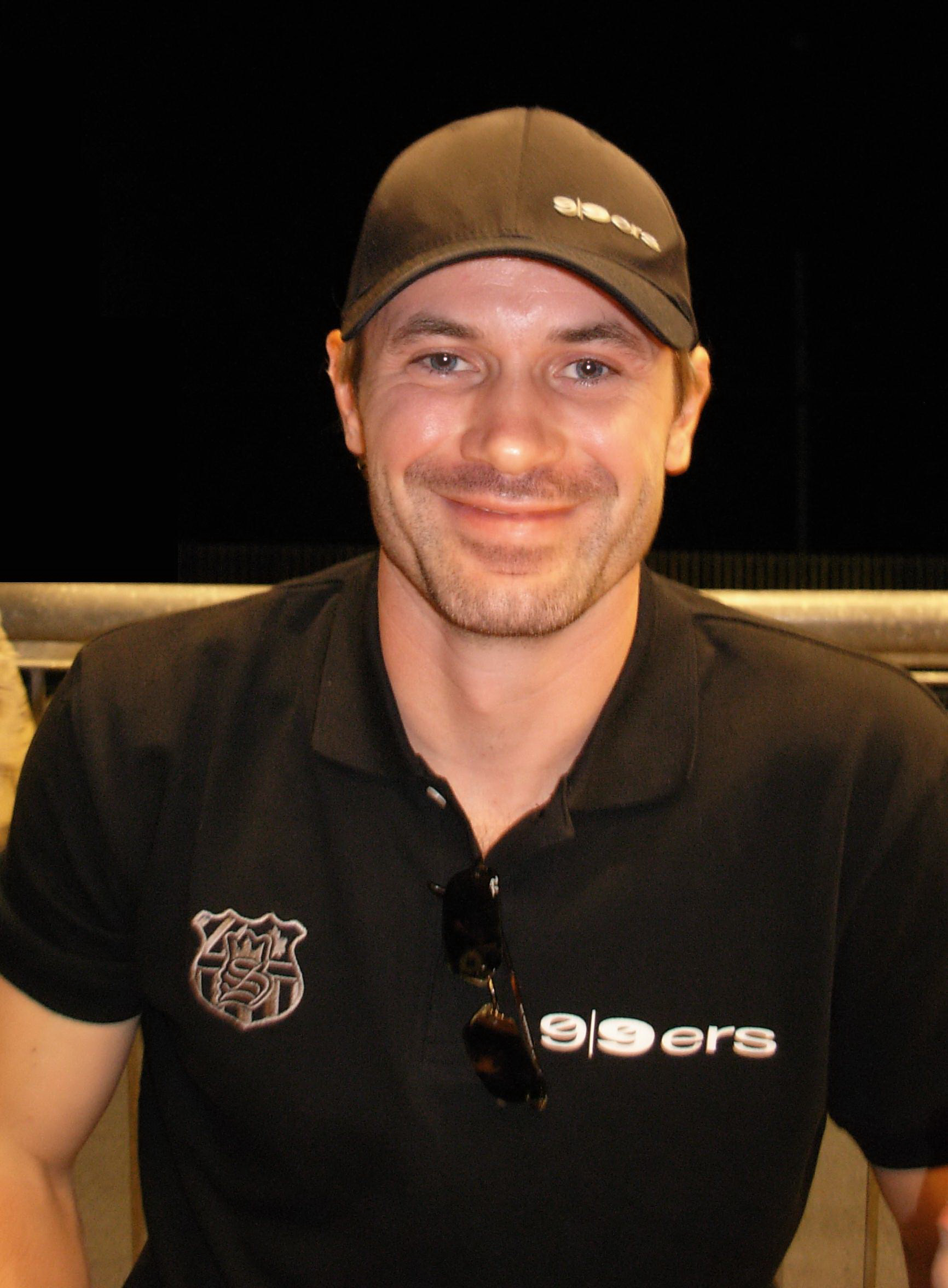
Ivo Jan

Zur Saison 2001/02 sicherten sich die Graz 99ers aus der Österreichischen Bundesliga die Dienste des Slowenen. In insgesamt 35 Spielen traf er 27 Mal und gab 18 Assists (45 Scorerpunkte). In der Saison 2002/03 spielte er erneut für HDD Olimpija Ljubljana und gewann mit seiner Mannschaft erneut den nationalen Meistertitel. In der Saison 2003/04 kam er in 40 Spielen zu 34 Toren für seinen Ex-Klub aus Graz. Dazu kamen weitere 16 Vorlagen für 50 Punkte und eine überragende Plus/Minus-Bilanz von +22. Dies überzeugte die sportliche Leitung der Krefeld Pinguine und so holte man den schnellen Torjäger zur Saison 2004/05 an den Niederrhein. Gegen Ende der Saison spielte er oft in der ersten Reihe an der Seite von Alexander Seliwanow und Chris Herperger und kam letztlich auf 14 Tore, 27 Punkte und eine Plus/Minus-Bilanz von +4. Nachdem die Pinguine die Play-offs knapp verfehlten, schloss er sich für die Playoffs den Vienna Capitals an. Diese benötigten nach einem Ausfall eines Ausländers dringend Verstärkung im entscheidenden letzten Playoffspiel um die Meisterschaft. Er trug zum Sieg der Capitals ein Tor und eine Vorlage bei und wurde österreichischer Meister. Die Spielzeit selbst beendete er beim HK Jesenice in Slowenien, für den er in sechs Spielen fünf Tore schoss und fünf Vorlagen erzielte.
Sein Vertrag bei den Krefeld Pinguinen lief bis Ende der Saison 2006/07. Am 1. März 2007 wurde bekannt, dass er nach drei Jahren in der DEL wieder zu den Graz 99ers zurückgehen würde. Für Graz spielte er bis 2009 regelmäßig in der höchsten österreichischen Spielklasse, wobei er die Saison 2007/08 beim Schweizer Verein HC Ambrì-Piotta in der National League A verbrachte. Die Saison 2009/10 begann er erneut bei Olimpija Ljubljana, das in der Zwischenzeit in die Österreichische Eishockey-Liga aufgenommen worden war. Ende Januar 2010 verließ er den Verein jedoch bereits wieder und wechselte zum SHC Fassa aus der italienischen Serie A1. Bis Saisonende erzielte er für Fassa in insgesamt 13 Spielen zwei Tore und gab sechs Vorlagen. In der Saison 2010/11 stand der langjährige Nationalspieler für die zweite Mannschaft von Olimpija Ljubljana auf dem Eis, für die er in 32 Spielen insgesamt 86 Scorerpunkte, davon 40 Tore, erzielte. Zudem stieß er in den Playoffs zur Mannschaft Olimpijas, die in der slowenischen Eishockeyliga spielte. Am Saisonende beendete er im Alter von 36 Jahren seine Karriere.

### International
Für Jugoslawien nahm Jan ausschließlich an der U18-Junioren-B-Europameisterschaft 1990 teil. Nach der Aufteilung des Staates nahm er für die neu gegründete slowenische Nationalmannschaft zunächst an der U18-Junioren-C-Europameisterschaft 1993 teil. Im Seniorenbereich stand er im Aufgebot Sloweniens bei den C-Weltmeisterschaften 1995, 1996 und 1997 sowie bei den B-Weltmeisterschaften 1999, 2001, 2004 und 2007 und den A-Weltmeisterschaften 2002, 2003 und 2005.

## Trainerkarriere
Zwischen Saisonbeginn 2012/13 und Oktober 2013 war Jan Co-Trainer bei der HDD Olimpija Ljubljana und übernahm dann das Cheftraineramt, nachdem Bojan Zajc seinen Rücktritt erklärt hatte. Ab der Saison 2014/15 arbeitete er als Co-Trainer bei den EC Graz 99ers und wurde nach der Trennung von Todd Bjorkstrand im Oktober 2015 zum Chef befördert. Mitte Dezember 2016 wurde er in Graz in Folge einer Negativserie von zehn Niederlagen aus elf Spielen gefeuert.
Anfang Februar 2017 wurde er von den Eispiraten Crimmitschau aus der DEL2 als Co-Trainer verpflichtet. Im Mai 2017 wurde er als Cheftrainer der Südtiroler Mannschaft WSV Sterzing Broncos vorgestellt.

## Erfolge und Auszeichnungen
| - 1995 Slowenischer Meister mit dem HDD Olimpija Ljubljana - 1995 Bester Spieler der Slowenischen Eishockeyliga - 1996 Slowenischer Meister mit dem HDD Olimpija Ljubljana - 1997 Slowenischer Meister mit dem HDD Olimpija Ljubljana - 1999 Slowenischer Meister mit dem HDD Olimpija Ljubljana | - 1999 All-Star Team der Slowenischen Eishockeyliga - 2003 Slowenischer Meister mit dem HDD Olimpija Ljubljana - 2004 Bester Torschütze der Österreichischen Eishockey-Liga - 2005 Slowenischer Meister mit dem HK Jesenice - 2005 Österreichischer Meister mit den Vienna Capitals |

### International
| - 1995 Bester Torschütze bei der C-Weltmeisterschaft - 2001 Aufstieg in die Top-Division bei der Weltmeisterschaft der Division I - 2001 Topscorer der Weltmeisterschaft der Division I, Gruppe B - 2001 Bester Torschütze der Weltmeisterschaft der Division I, Gruppe B | - 2004 Aufstieg in die Top-Division bei der Weltmeisterschaft der Division I - 2007 Aufstieg in die Top-Division bei der Weltmeisterschaft der Division I |